# Aspilus tomicoides
Aspilus tomicoides är en skalbaggsart som beskrevs av Edgar von Harold 1878. Aspilus tomicoides ingår i släktet Aspilus och familjen Cetoniidae. Inga underarter finns listade.